# Station Aarschot
Station Aarschot is een spoorwegstation langs spoorlijn 35 (Hasselt - Aarschot - Leuven) in de stad Aarschot. Men kan er parkeren en er is een gratis fietsstalling.
Op 14 oktober 2011 werd een wandel- en fietsbrug over de sporen, de "Kleine Wapper", geopend.
De achterkant van het station met parking werd helemaal vernieuwd. De parking werd geopend in juni 2017; Deze is wel betalend.

## Treindienst
| Serie       | Treinsoort            | Route | Bijzonderheden                                             |
| ----------- | --------------------- | --- | ---------------------------------------------------------- |
| IC 08       | Intercity (NMBS)      | Antwerpen-Centraal – Mechelen – Brussels Airport-Zaventem – Aarschot – Hasselt                           |                                                            |
| IC 09       | Intercity (NMBS)      | Antwerpen-Centraal – Aarschot – [ Leuven – ] Hasselt – Luik-Guillemins                                   | Rijdt in het weekend Antwerpen-Centraal - Luik-Guillemins. |
| IC 20       | Intercity (NMBS)      | Gent-Sint-Pieters – Aalst – Brussel-Zuid – [ Aarschot – Hasselt – Tongeren ] / [ Dendermonde – Lokeren ] | Rijdt in het weekend Gent-Sint-Pieters - Lokeren.          |
| L 2450      | L-trein (NMBS)        | Leuven – Aarschot – Hasselt                                                                              | Rijdt niet in het weekend.                                 |
| L 2850      | L-trein (NMBS)        | Antwerpen-Centraal – Aarschot – Leuven                                                                   |                                                            |
| P 7280/8280 | Piekuurtrein (NMBS)   | Aarschot – Antwerpen-Centraal                                                                            | Rijdt alleen op werkdagen.                                 |
| P 7305/8305 | Piekuurtrein (NMBS)   | Tongeren – Hasselt – Aarschot – Brussel-Zuid                                                             | Rijdt alleen op werkdagen.                                 |
| P 7360/8360 | Piekuurtrein (NMBS)   | Leuven – Aarschot – Hasselt                                                                              | Rijdt niet in het weekend.                                 |
| P 8220      | Piekuurtrein (NMBS)   | [ Hamont – ] / [ Essen – Antwerpen-Centraal – Aarschot – ] Leuven – Heverlee                             | Een trein op zondagavond.                                  |
| P 8225      | Piekuurtrein (NMBS)   | Tongeren – Hasselt – Aarschot – Leuven                                                                   | In het weekend in december en mei.                         |
| ICT 6800    | Toeristentrein (NMBS) | Tongeren – Hasselt – Aarschot – Brussel-Zuid – Gent-Sint-Pieters – Brugge – Oostende                     | Rijdt in juli en augustus.                                 |

## Reizigerstellingen
De grafiek en tabel geven het gemiddeld aantal instappende reizigers weer op een week-, zater- en zondag.
| Tabel: aantal instappende reizigers station Aarschot | Tabel: aantal instappende reizigers station Aarschot | Tabel: aantal instappende reizigers station Aarschot | Tabel: aantal instappende reizigers station Aarschot |
|                                                      | Weekdag                                              | Zaterdag                                             | Zondag                                               |
| ---------------------------------------------------- | ---------------------------------------------------- | ---------------------------------------------------- | ---------------------------------------------------- |
| 1977                                                 | 3 783                                                | 547                                                  | 602                                                  |
| 1978                                                 | 4 140                                                | 635                                                  | 558                                                  |
| 1979                                                 | 3 486                                                | 732                                                  | 623                                                  |
| 1980                                                 | 4 069                                                | 618                                                  | 697                                                  |
| 1981                                                 | 3 379                                                | 649                                                  | 706                                                  |
| 1982                                                 | 3 616                                                | 743                                                  | 713                                                  |
| 1983                                                 | 3 853                                                | 631                                                  | 610                                                  |
| 1984                                                 | 4 706                                                | 1 007                                                | 1 215                                                |
| 1985                                                 | 4 736                                                | 1 306                                                | 1 422                                                |
| 1986                                                 | 4 206                                                | 1 073                                                | 1 165                                                |
| 1987                                                 | 4 902                                                | 1 029                                                | 1 428                                                |
| 1988                                                 | 4 288                                                | 974                                                  | 923                                                  |
| 1989                                                 | 3 502                                                | 852                                                  | 1 048                                                |
| 1990                                                 | 3 582                                                | 1 108                                                | 873                                                  |
| 1991                                                 | 3 514                                                | 979                                                  | 825                                                  |
| 1992                                                 | 3 591                                                | 974                                                  | 838                                                  |
| 1993                                                 | 3 224                                                | 1 144                                                | 861                                                  |
| 1994                                                 | 3 403                                                | 955                                                  | 726                                                  |
| 1995                                                 | 3 507                                                | 905                                                  | 898                                                  |
| 1996                                                 | 3 874                                                | 877                                                  | 960                                                  |
| 1997                                                 | 3 481                                                | 1 039                                                | 1 089                                                |
| 1998                                                 | 3 241                                                | 879                                                  | 642                                                  |
| 1999                                                 | 3 012                                                | 640                                                  | 578                                                  |
| 2000                                                 | 3 147                                                | 836                                                  | 781                                                  |
| 2001                                                 | 3 104                                                | 765                                                  | 600                                                  |
| 2002                                                 | 3 114                                                | 794                                                  | 802                                                  |
| 2003                                                 | 3 601                                                | 895                                                  | 792                                                  |
| 2004                                                 | 3 414                                                | 901                                                  | 743                                                  |
| 2005                                                 | 3 559                                                | 973                                                  | 942                                                  |
| 2006                                                 | 4 024                                                | 1 076                                                | 868                                                  |
| 2007                                                 | 4 351                                                | 1 253                                                | 1 376                                                |
| 2008                                                 | -                                                    | -                                                    | -                                                    |
| 2009                                                 | 4 735                                                | 1 393                                                | 1 336                                                |
| 2010                                                 | -                                                    | -                                                    | -                                                    |
| 2011                                                 | -                                                    | -                                                    | -                                                    |
| 2012                                                 | 5 162                                                | 1 561                                                | 1 397                                                |
| 2013                                                 | 5 654                                                | 1 510                                                | 1 379                                                |
| 2014                                                 | 5 411                                                | 1 711                                                | 1 533                                                |
| 2015                                                 | 5 660                                                | 1 414                                                | 1 104                                                |
| 2016                                                 | 5 900                                                | 1 348                                                | 1 340                                                |
| 2017                                                 | 5 709                                                | 1 301                                                | 1 428                                                |
| 2018                                                 | 6 090                                                | 2 171                                                | 1 252                                                |
| 2019                                                 | 6 270                                                | 1 954                                                | 1 395                                                |
| 2020                                                 | 2 485                                                | 1 259                                                | 872                                                  |
| 2021                                                 | -                                                    | -                                                    | -                                                    |
| 2022                                                 | 5 444                                                | 1 879                                                | 1 780                                                |
| 2023                                                 | 5 240                                                | 2 269                                                | 2 038                                                |
| 2024                                                 | 5 804                                                | 2 243                                                | 1 758                                                |

## Fotogalerij

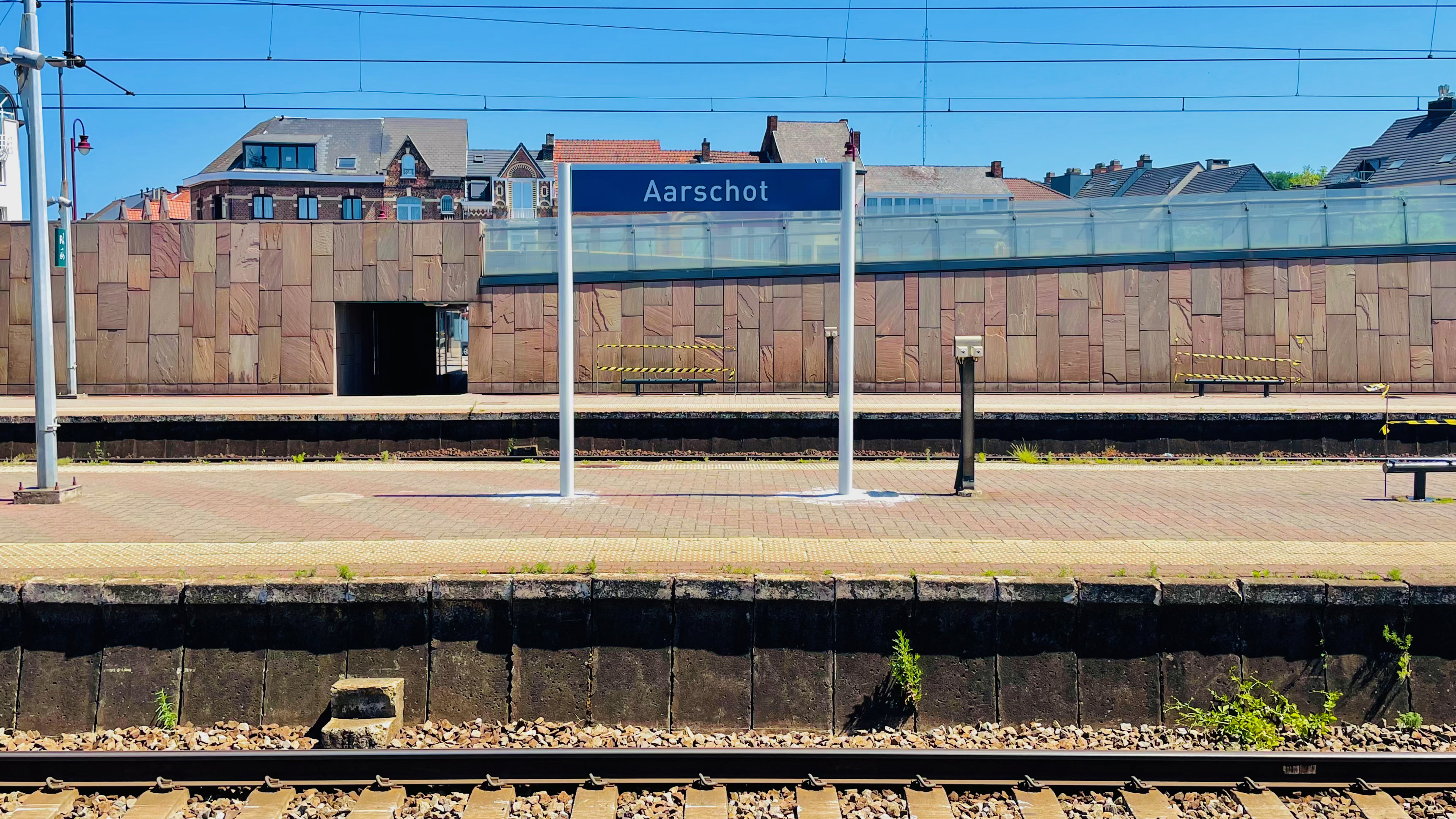
Naambord op een perron
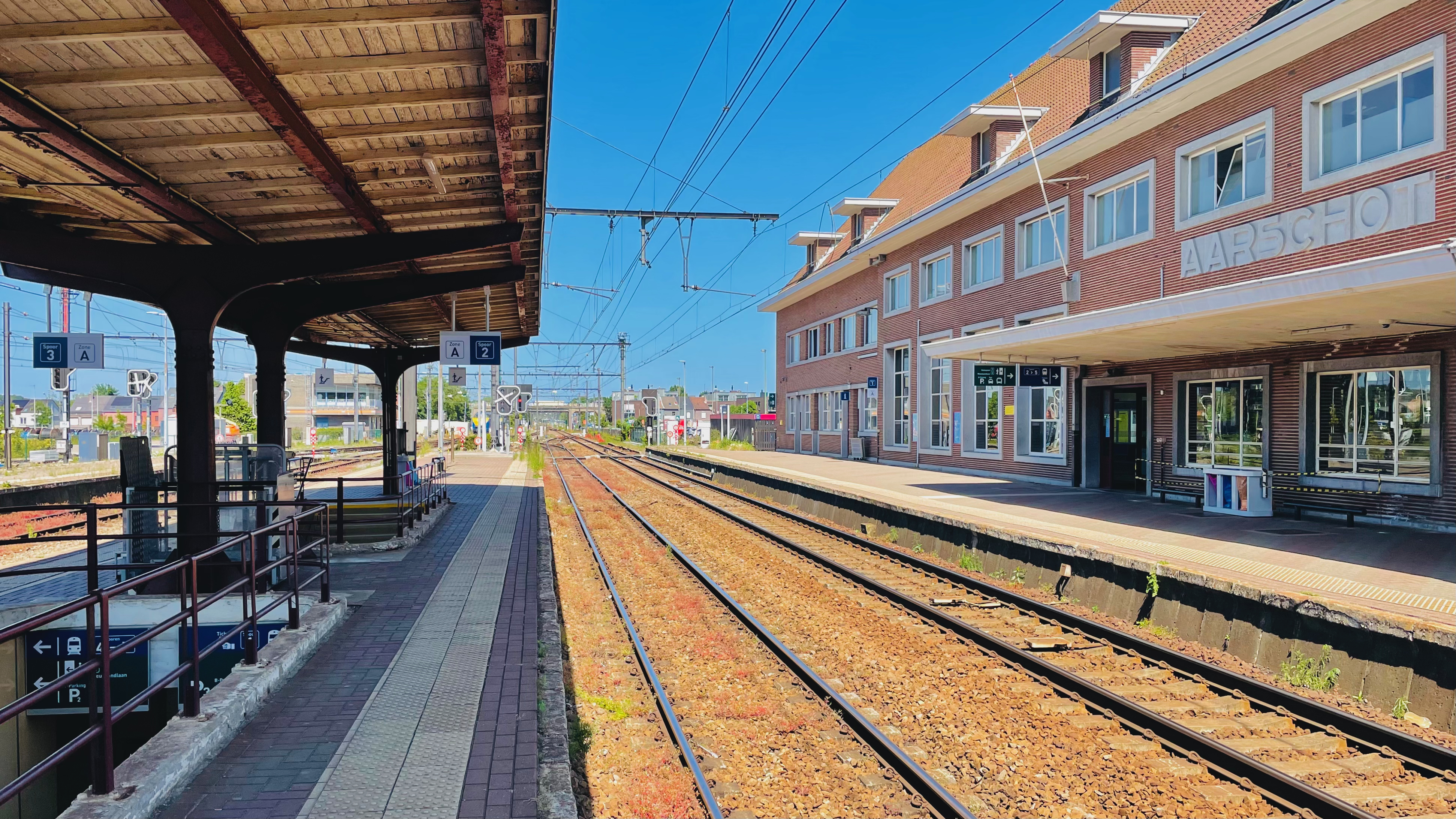
Zicht op de perrons
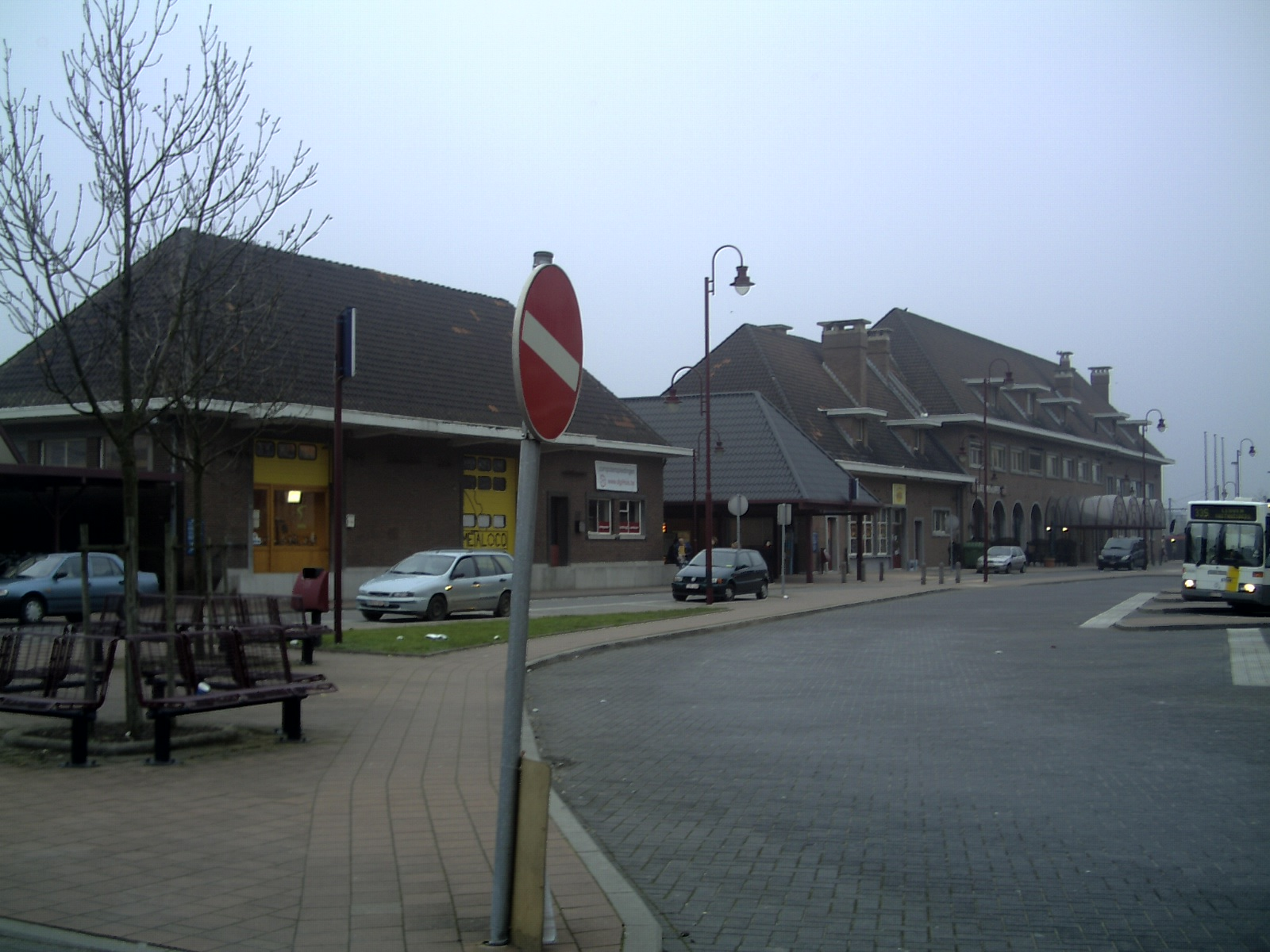
Voorzijde in 2007
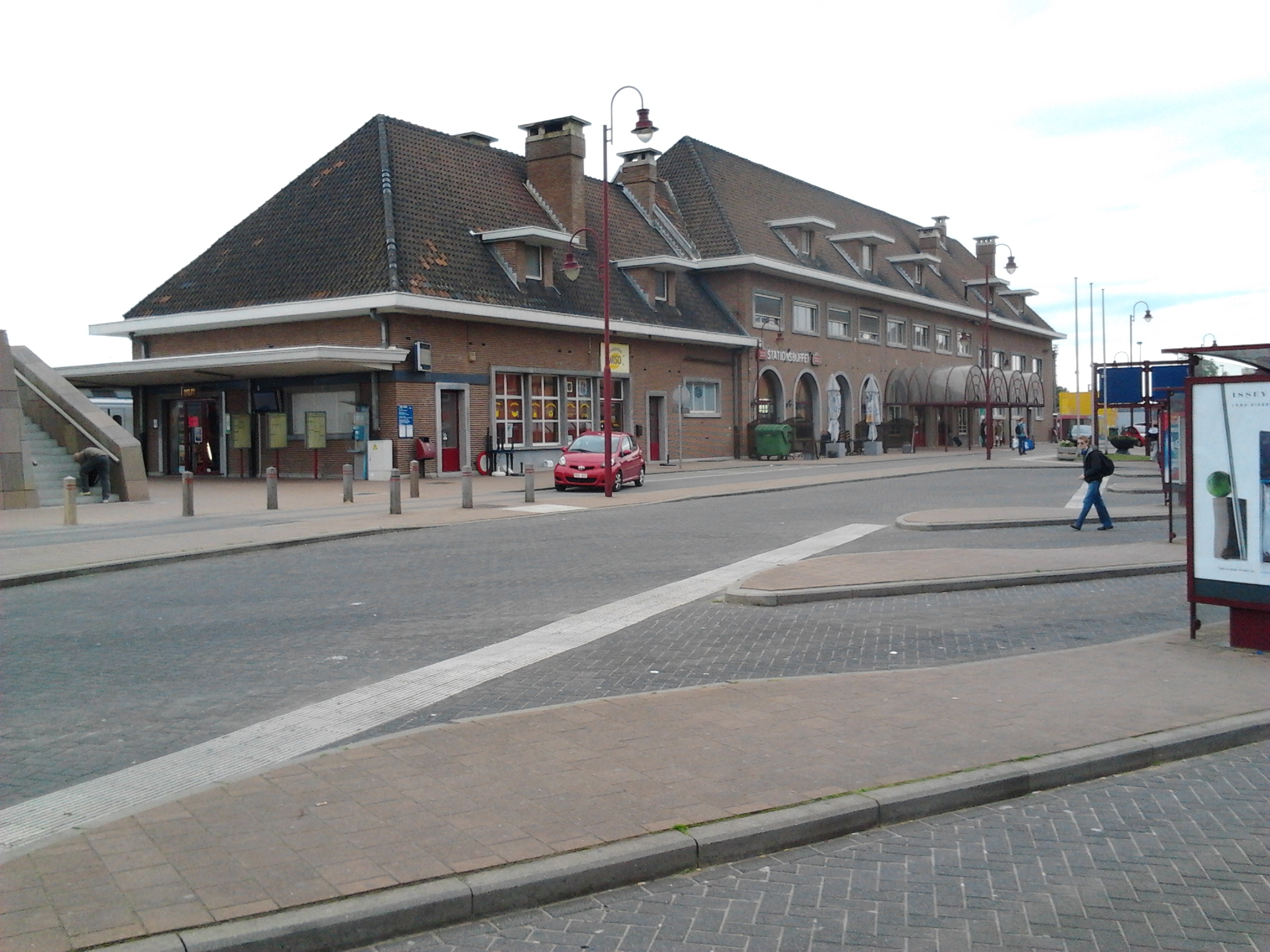
Voorzijde in juni 2012
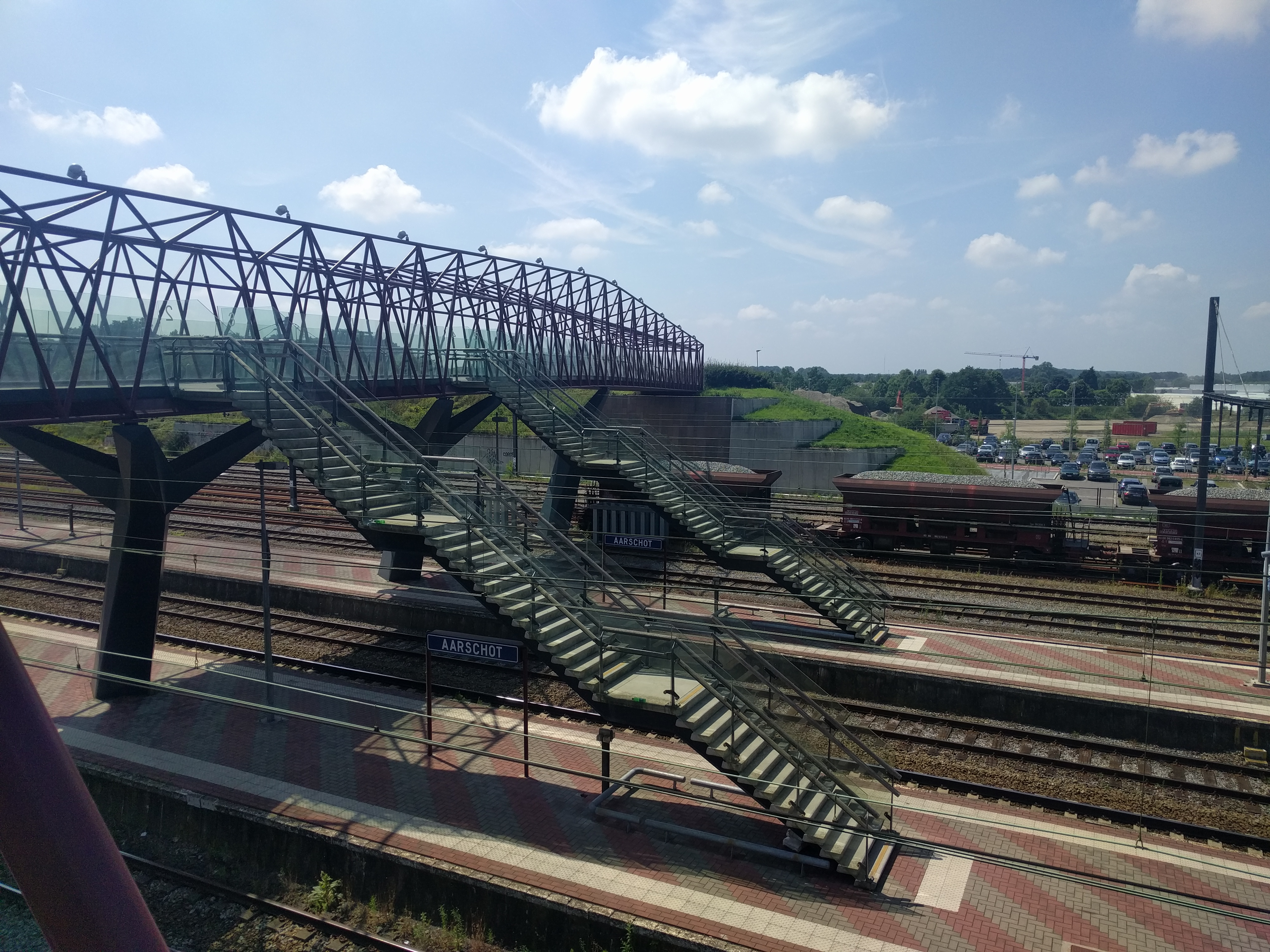
De fiets- en wandelbrug "Kleine Wapper" in 2017
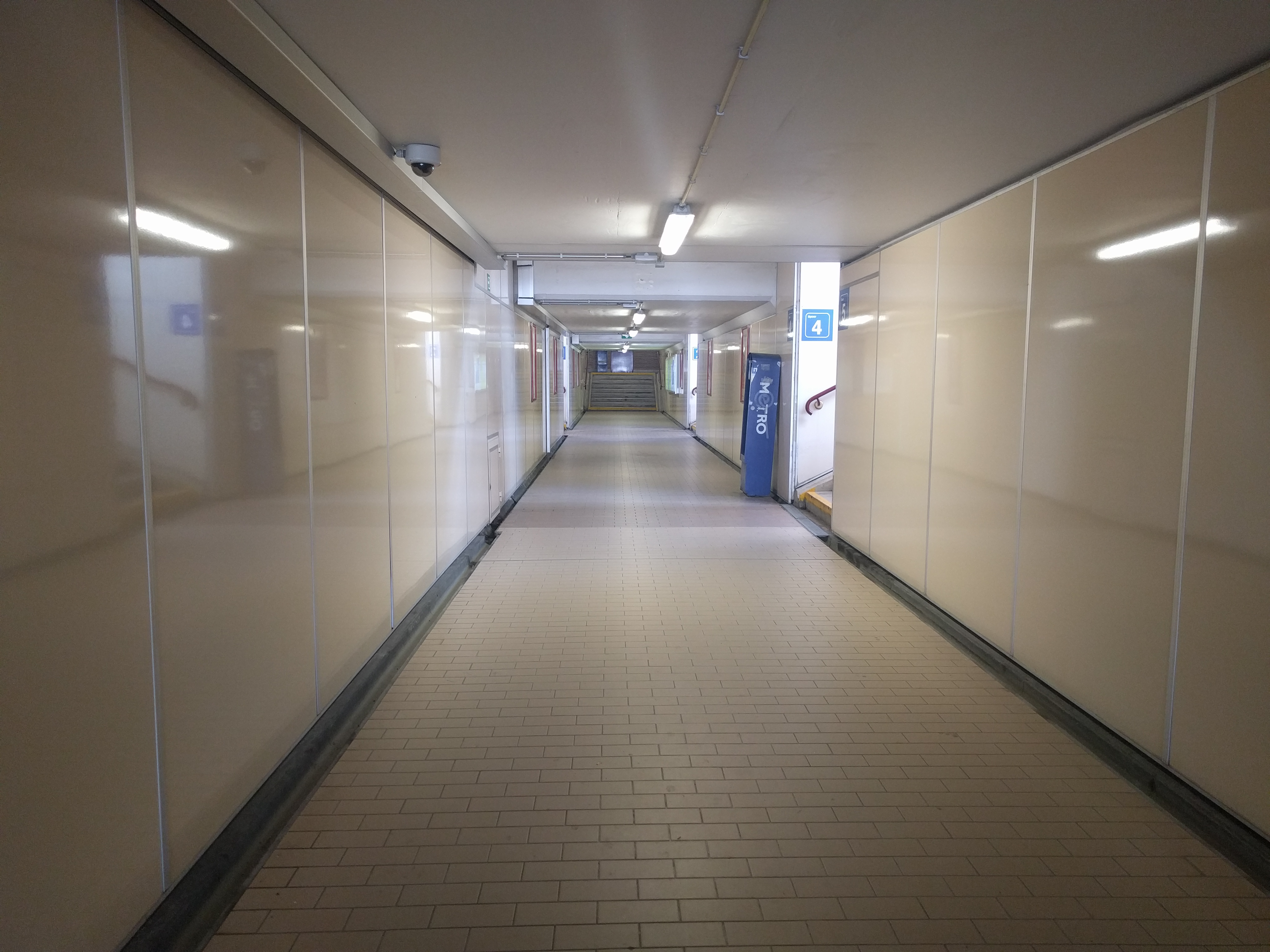
Reizigerstunnel in 2017

0,0: Leuven ·
3,8: Holsbeek ·
6,0: Putkapel ·
7,1: Rotselaar ·
9,1: Wezemaal ·
12,3: Gelrode ·
15,5: Aarschot ·
19,3: Langdorp ·
25,2: Testelt ·
28,1: Zichem ·
33,2: Diest ·
38,5: Zelem ·
41,1: Linkhout ·
43,2: Schulen ·
46,5: Spalbeek ·
48,3: Kermt-Dorp ·
49,9: Kermt-Statie ·
53,8: Hasselt